# Ludvig Essén
Ludvig Essén (i riksdagen kallad Essén i Göteborg), född 2 oktober 1847 i Hössna socken i Älvsborgs län, död 8 juni 1918 i Alingsås, var en svensk jurist och politiker. Han var far till Axel Essén.
Essén var ledamot av riksdagens andra kammare 1888–1889, invald i Göteborgs stads valkrets. Han var justitierådman i Göteborg 1885–1906.